# Passy-en-Valois
Pour les articles homonymes, voir Passy et Valois.
Passy-en-Valois est une commune française située dans le département de l'Aisne, en région Hauts-de-France.

## Géographie

### Localisation
La commune est située sur un plateau qui domine le bassin de l'Ourcq, rivière qui se jette dans la Marne à Lizy-sur-Ourcq. Elle est traversée partiellement par un ru qui nait d'un marais et prend le nom de rû du Gril. Il alimentait les fossés de défense du château.
À la fin du XIXe siècle, selon la monographie de M. Levêque, la commune qui fait une superficie de 131 hectares est essentiellement agricole avec une culture de céréales (blé, avoine et seigle) et un peu de betteraves. La commune est peu boisée (5 hectares). L'élevage est compose des bêtes de traites (chevaux et bœufs) et quelques vaches et surtout un troupe de moutons 1 200 têtes.

### Hydrographie
La commune est située dans le bassin Seine-Normandie. Elle est drainée par le fossé 01 de Saint-Quentin-sur-Allan et le ru du Gril,,.

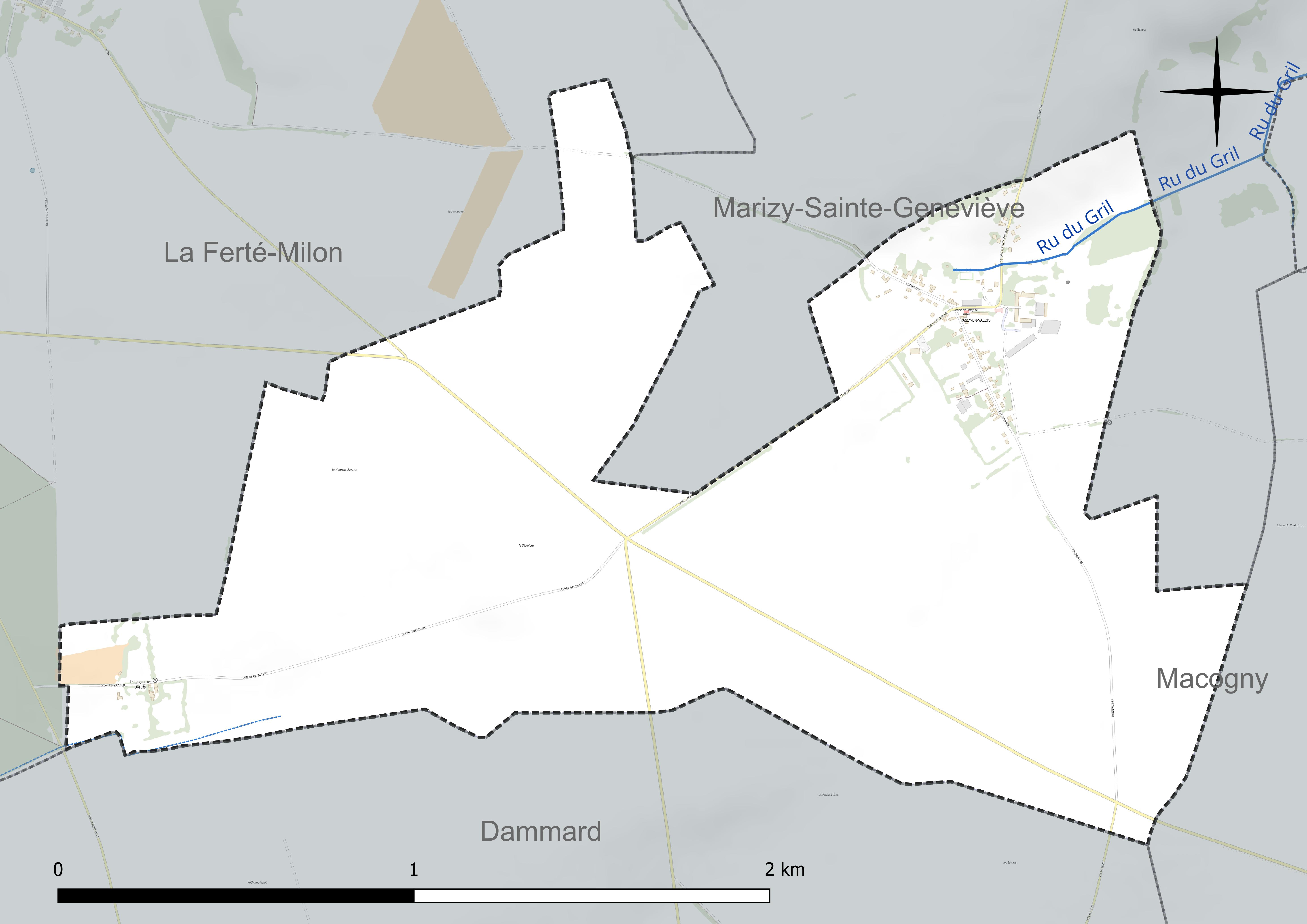
Réseau hydrographique de Passy-en-Valois.

### Climat
Pour des articles plus généraux, voir Climat des Hauts-de-France et Climat de l'Aisne.
En 2010, le climat de la commune est de type climat océanique dégradé des plaines du Centre et du Nord, selon une étude du CNRS s'appuyant sur une série de données couvrant la période 1971-2000. En 2020, Météo-France publie une typologie des climats de la France métropolitaine dans laquelle la commune est exposée à un climat océanique altéré et est dans la région climatique Nord-est du bassin Parisien, caractérisée par un ensoleillement médiocre, une pluviométrie moyenne régulièrement répartie au cours de l'année et un hiver froid (3 °C).
Pour la période 1971-2000, la température annuelle moyenne est de 10,5 °C, avec une amplitude thermique annuelle de 15,2 °C. Le cumul annuel moyen de précipitations est de 741 mm, avec 11,9 jours de précipitations en janvier et 8,7 jours en juillet. Pour la période 1991-2020, la température moyenne annuelle observée sur la station météorologique la plus proche, située sur la commune de Blesmes à 24 km à vol d'oiseau, est de 10,6 °C et le cumul annuel moyen de précipitations est de 713,0 mm,. Pour l'avenir, les paramètres climatiques de la commune estimés pour 2050 selon différents scénarios d'émission de gaz à effet de serre sont consultables sur un site dédié publié par Météo-France en novembre 2022.

## Urbanisme

### Typologie
Au 1er janvier 2024, Passy-en-Valois est catégorisée commune rurale à habitat dispersé, selon la nouvelle grille communale de densité à 7 niveaux définie par l'Insee en 2022.
Elle est située hors unité urbaine. Par ailleurs la commune fait partie de l'aire d'attraction de Paris, dont elle est une commune de la couronne,.

### Occupation des sols
L'occupation des sols de la commune, telle qu'elle ressort de la base de données européenne d'occupation biophysique des sols Corine Land Cover (CLC), est marquée par l'importance des territoires agricoles (99,9 % en 2018), une proportion identique à celle de 1990 (99,9 %). La répartition détaillée en 2018 est la suivante : 
terres arables (92,9 %), zones agricoles hétérogènes (7 %), forêts (0,1 %).
L'évolution de l'occupation des sols de la commune et de ses infrastructures peut être observée sur les différentes représentations cartographiques du territoire : la carte de Cassini (XVIIIe siècle), la carte d'état-major (1820-1866) et les cartes ou photos aériennes de l'IGN pour la période actuelle (1950 à aujourd'hui).

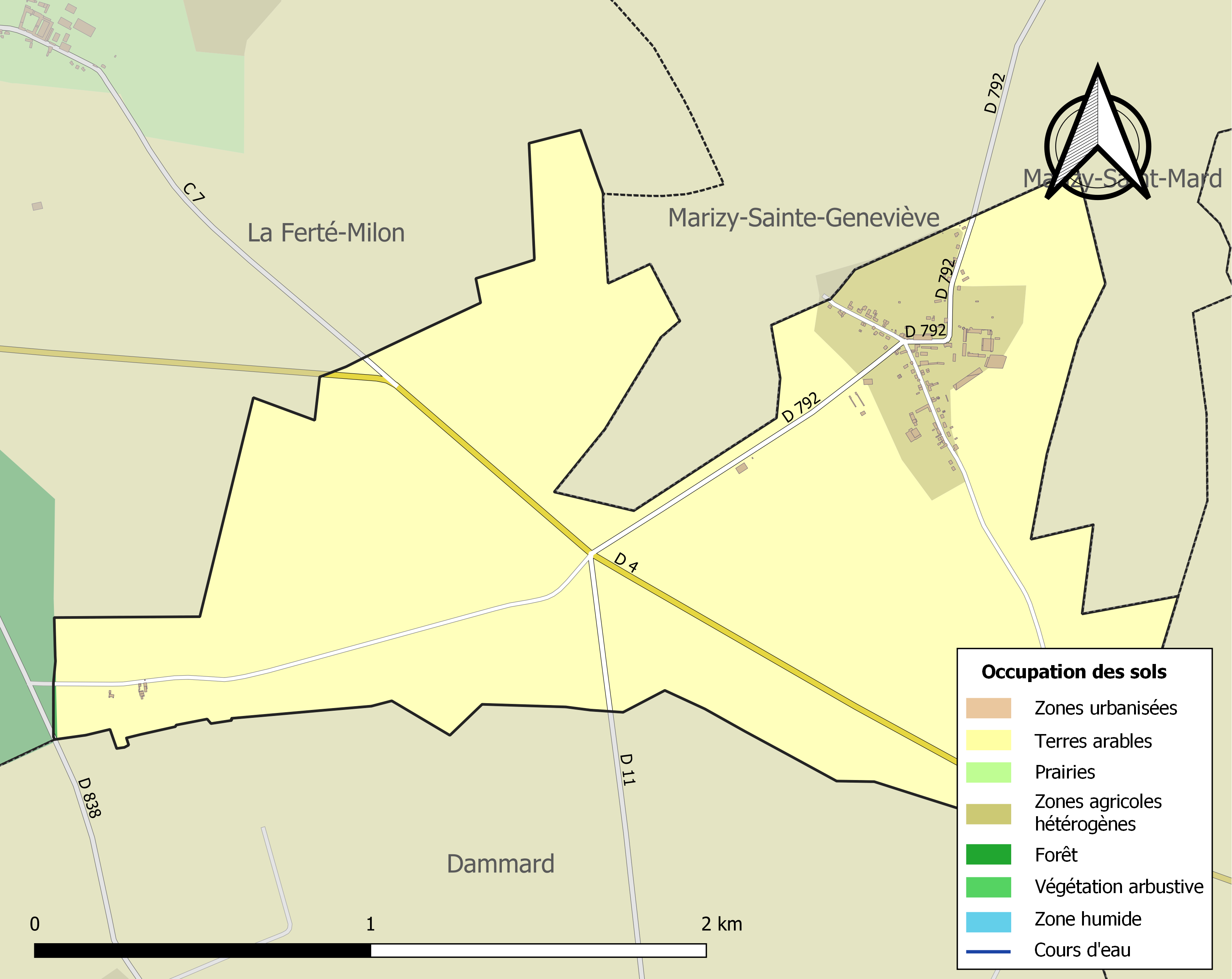
Carte de l'occupation des sols de la commune en 2018 (CLC).

## Toponymie
Le nom de la localité est attesté sous les formes Capella de Paciaco (1222) ; Paci, Pacy (1280) ; Passy-en-Vallois (1632) ; Passy-le-Château (1717).
Le Valois, dit aussi Pays du Valois, est une région naturelle de France, située en Picardie, sur les départements actuels de l'Oise et de l'Aisne, dans les Hauts-de-France.

## Histoire

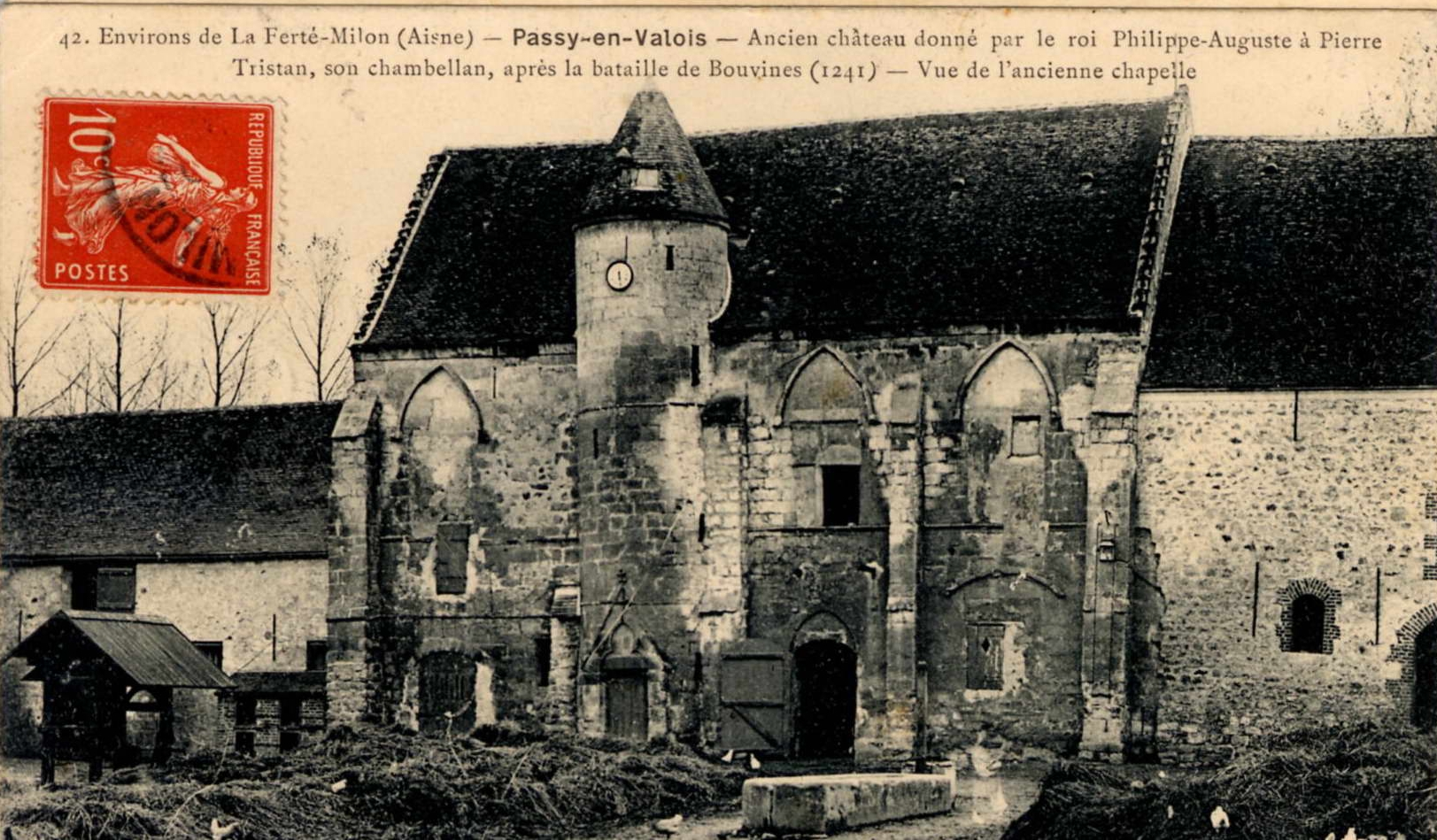
Carte postale du château.

Ancienne place forte des XIIe et XIIIe siècles entourée d'une enceinte fortifiée autour d'une cour carrée. Les douves furent comblées dans les années 1920. Ce château fut donné par le roi Philippe Auguste à Pierre Tristan son chambellan après la bataille de Bouvines en 1214. L'édifice était flanqué de neuf tours circulaires. C'est Alice qui, mariée à Pierre de Châtillon seigneur de Château-Porcien, y transporta sa demeure et permit à ses descendants de porter le titre de seigneurs de Passy. Le château est en grande partie ruiné lors de la Première Guerre mondiale.
La commune est la seule de tout le canton de Neuilly-Saint-Front a ne pas avoir d'école. La première école sera ouverte en 1887 avec comme première institutrice madame M. Lévêque. La classe comprend alors une vingtaine d'enfants (filles et garçons).
Passy-en-Valois fut occupée par les troupes allemandes lors de la Première Guerre mondiale. L'ancienne église avec son chevet de style gothique a été détruite lors de la guerre. L'église a été reconstruite au même emplacement dans un style 1920 après la guerre et possède de magnifiques vitraux. Un terrain d'aviation militaire aurait existé durant la guerre près de la ferme du Mosloy.
Les ruines de l'ancienne place forte sont rachetées après la Première Guerre mondiale par Jacques Ferté qui en fit une ferme de plus de 400 hectares qui reste le moteur économique de ce petit village du Valois. En 1940, elle comptait une quarantaine de salariés. Elle comprenait alors une partie d'élevage important avec notamment des bovins et des vaches laitières. C'est sous l'impulsion de Jacques Ferté et de la JAC que se développe les premières coopératives agricoles avec la coopérative de blé à la Ferté-Milon. Sous son impulsion, après la Seconde Guerre mondiale, une huilerie est créée pour valoriser les productions des agriculteurs  du secteur dans le même esprit toujours à la Ferté-Milon. C'est aussi la création d'une coopérative fruitière associée avec une endiverie. C'est Pierre Ferté qui développe la production fruitière à Mosloy qui va s'étendre dans tout le Valois. C'est lui qui le premier importe des États-Unis la pomme Golden. Jacques Ferté développe à Passy-en-Valois une expérience originale. En 1947, il met à disposition d'une dizaine de personnes pour une part des employés de la ferme une dizaine d'hectares de terres qui sont divisés en lots égaux afin qu'ils puissent les exploiter eux-mêmes et ) leur bénéfice, sous forme de coopérative. L'expérience originale dura jusqu'en 1987 et ne fut pas renouvelée faute de successeurs aux premiers coopérateurs. La ferme développe aussi une « cantine », lieu de restauration et d'hébergement et aussi de rencontres et de jeux pour les travailleurs célibataires et les jeunes du village et les stagiaires de l'INRA accueillis à la ferme. Elle était tenue par Mme Fernande Dalla Mouta décédée en 2014. Une partie des employés de la ferme en 1925 formèrent une colonie polonaise importante de plus de quarante personnes sur les 122 que comptait la commune.
Après la Seconde Guerre mondiale, l'école fonctionne avec une classe unique et a été tenue par Mme Thérèse Pata jusqu'à son départ à la retraite.
Par arrêté préfectoral du 20 décembre 2016, la commune est détachée le 1er janvier 2017 de l'arrondissement de Château-Thierry pour intégrer l'arrondissement de Soissons.

## Politique et administration

### Découpage territorial
La commune de Passy-en-Valois est membre de la communauté de communes Retz-en-Valois, un établissement public de coopération intercommunale (EPCI) à fiscalité propre créé le 1er janvier 2017 dont le siège est à Villers-Cotterêts. Ce dernier est par ailleurs membre d'autres groupements intercommunaux.
Sur le plan administratif, elle est rattachée à l'arrondissement de Soissons, au département de l'Aisne et à la région Hauts-de-France. Sur le plan électoral, elle dépend du  canton de Villers-Cotterêts pour l'élection des conseillers départementaux, depuis le redécoupage cantonal de 2014 entré en vigueur en 2015, et de la cinquième circonscription de l'Aisne  pour les élections législatives, depuis le dernier découpage électoral de 2010.

## Économie

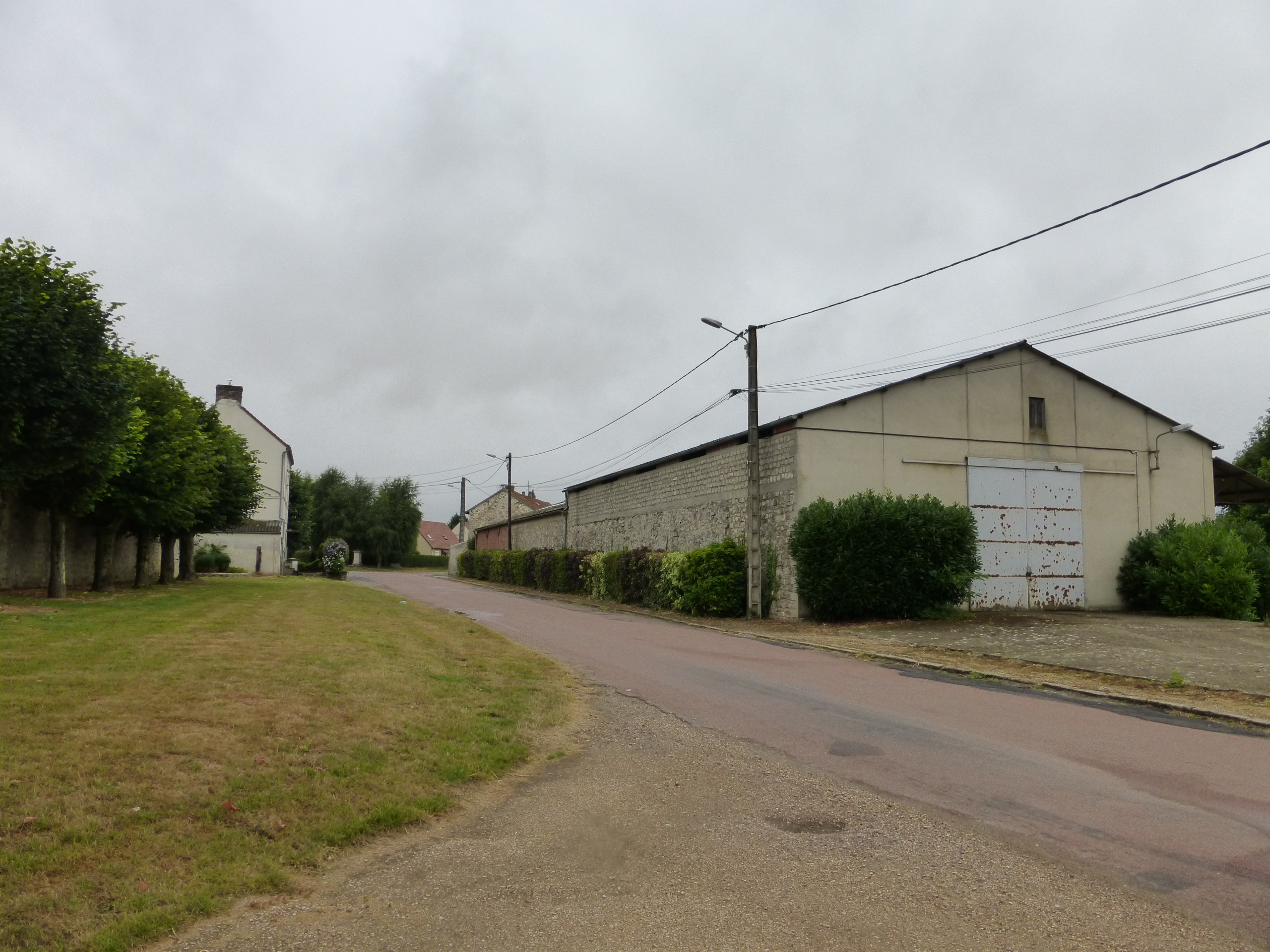
Ancienne coopérative.

### Administration municipale
| Période                                  | Période                       | Identité            | Étiquette | Qualité                                    |
| ---------------------------------------- | ----------------------------- | ------------------- | --------- | ------------------------------------------ |
| Les données manquantes sont à compléter. |                               |                     |           |                                            |
| avant 1988                               | mars 2008                     | Joseph Mrula        |           |                                            |
| mars 2008                                | 2 décembre 2009               | Francis Mauge       |           | Démissionnaire                             |
| janvier 2010                             | En cours (au 13 juillet 2020) | Alexandre Quenardel | DVD       | Agriculteur Réélu pour le mandat 2020-2026 |

## Population et société

### Démographie
L'évolution du nombre d'habitants est connue à travers les recensements de la population effectués dans la commune depuis 1793. Pour les communes de moins de 10 000 habitants, une enquête de recensement portant sur toute la population est réalisée tous les cinq ans, les populations de référence des années intermédiaires étant quant à elles estimées par interpolation ou extrapolation. Pour la commune, le premier recensement exhaustif entrant dans le cadre du nouveau dispositif a été réalisé en 2004.

En 2022, la commune comptait 125 habitants, en évolution de −19,87 % par rapport à 2016 (Aisne : −1,97 %, France hors Mayotte : +2,11 %).
| 1793 | 1800 | 1806 | 1821 | 1831 | 1836 | 1841 | 1846 | 1851 |
| ---- | ---- | ---- | ---- | ---- | ---- | ---- | ---- | ---- |
| 99   | 94   | 110  | 99   | 107  | 104  | 81   | 94   | 100  |

| 1856 | 1861 | 1866 | 1872 | 1876 | 1881 | 1886 | 1891 | 1896 |
| ---- | ---- | ---- | ---- | ---- | ---- | ---- | ---- | ---- |
| 95   | 88   | 99   | 104  | 104  | 102  | 131  | 108  | 115  |

| 1901 | 1906 | 1911 | 1921 | 1926 | 1931 | 1936 | 1946 | 1954 |
| ---- | ---- | ---- | ---- | ---- | ---- | ---- | ---- | ---- |
| 116  | 119  | 112  | 71   | 123  | 169  | 112  | 132  | 121  |

| 1962 | 1968 | 1975 | 1982 | 1990 | 1999 | 2004 | 2006 | 2009 |
| ---- | ---- | ---- | ---- | ---- | ---- | ---- | ---- | ---- |
| 147  | 172  | 121  | 118  | 123  | 140  | 138  | 143  | 162  |

| 2014 | 2019 | 2022 | - | - | - | - | - | - |
| ---- | ---- | ---- | - | - | - | - | - | - |
| 156  | 132  | 125  | - | - | - | - | - | - |

## Culture et patrimoine

### Lieux et monuments

#### Église

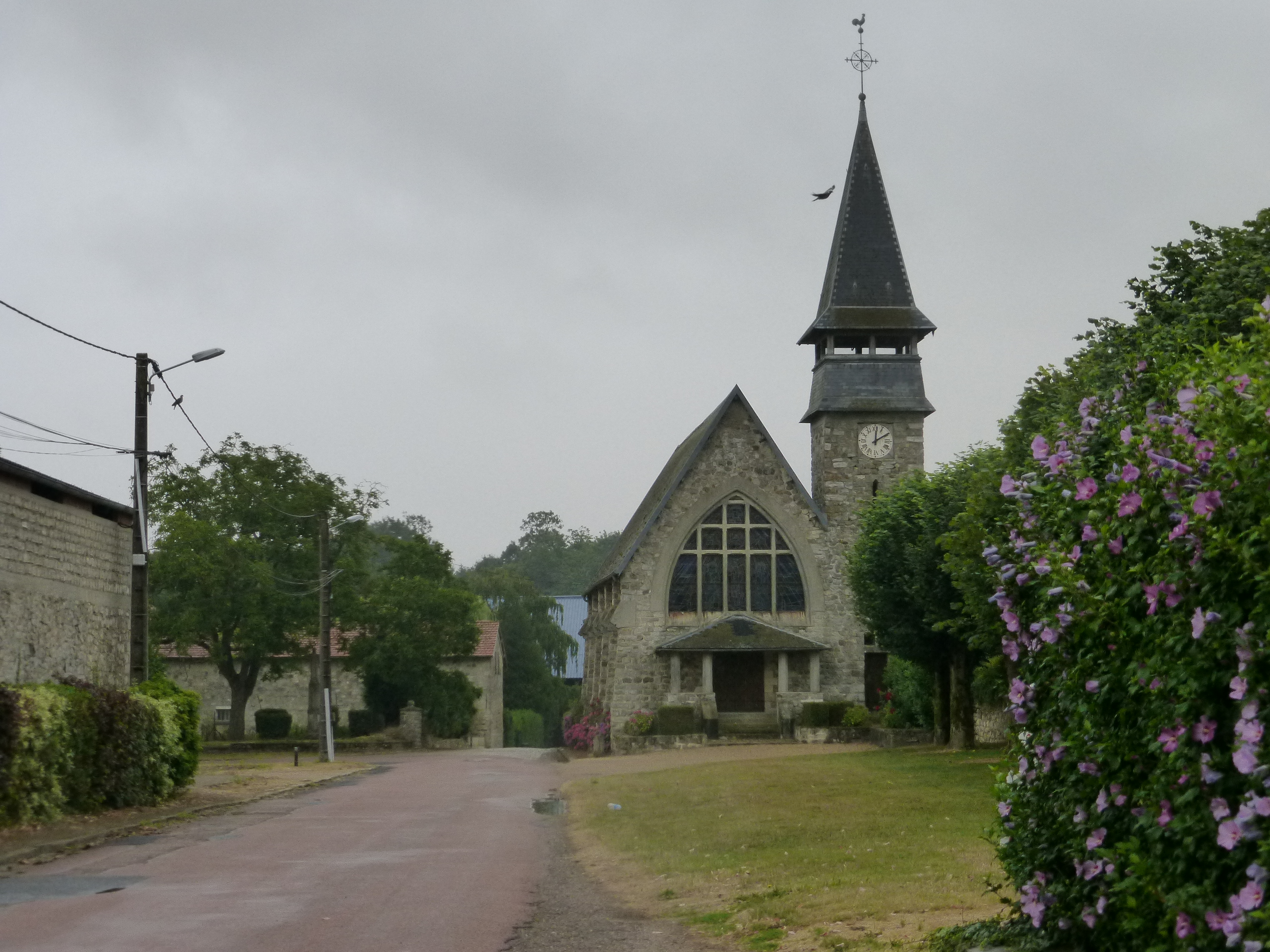
L'église.

La première église semble avoir été celle du château. Il s'agit d'une chapelle fondée en 1222 en avant de l'entrée du château, à l'emplacement de l'église actuelle, par Pierre Tristan, seigneur de Passy. Elle est desservie par les religieux génovéfains (Congrégation des Chanoines de Sainte Geneviève) établis à Marizy-Sainte-Geneviève. En 1542, Jeanne de Villers s'installe chez son gendre, le seigneur de Passy. C'est à cette occasion que la chapelle est agrandie. Elle fait une vingtaine de mètres de long. Elle est dédiée à saint Roch. À la fin du XIXe siècle, elle est en mauvais état et nécessite des réparations. Elle sera détruite lors de la Première Guerre mondiale.
L'église de la Vierge a été reconstruite en 1925 après la Première Guerre mondiale dans un style Art déco par l'architecte diocésain Henry Faucheur, DESA (1889-1961) à l'emplacement de l'ancienne église . Elle a été élevée en pierre et béton avec une toiture en ardoise. Elle possède aussi de magnifiques vitraux modern style.

#### Calvaire
Le calvaire, près de l'église encadre l'entrée de la « ferme » avec un magnifique christ en croix Art déco.

#### La ferme (ancienne maison forte)
La ferme, unique ferme du village, dont l'entrée se situe entre l'église et le calvaire est l'ancienne maison forte partiellement ruinée lors de la Première Guerre mondiale. Elle fut achetée par Jacques Ferté avant la Première Guerre mondiale.

### Personnalités liées à la commune
- Louis-François Bernier (1754 - 1823) fut député à l'Assemblée nationale de 1791 à 1792. Il est né à Passy-en-Valois, le 28 décembre 1754 et est mort à Marizy-le-Grand (Aisne), le 12 avril 1823. Il était simple cultivateur à Marizy, lorsqu'il fut élu député de l'Aisne à l'Assemblée législative, le 9 septembre 1791, par 317 voix sur 574 votants[27].
- Jacques Ferté (1889-1967). Chevalier de Saint-Grégoire-le-Grand. Il fut maire de Passy-en-Valois depuis 1925. « Jacques Ferté fut un fondateur, un défricheur, il fut surtout - dans sa modestie et sa conviction - un témoin ». Un des fondateurs de la Jeunesse agricole chrétienne (JAC) et son premier président national, il contribua à la naissance de l'Action catholique rurale adulte. Il devient le premier président national du M.F.R. (Mouvement des familles rurales). On lui doit notamment la création des allocations familiales agricoles. En 1939, il devient le premier président de la Ligue agricole catholique. Au Centre français du patronat chrétien, il fut responsable de la branche agriculture et, à ce titre, créa des liaisons avec l'organisme international correspondant, l'UNIAPAC. L'Amérique latine a été sa passion des dernières années. Ce travail long et lourd - auquel il s'est épuisé - a eu des dimensions internationales parce qu'il avait commencé à la base, dans les dimensions familiales et régionales de sa vie d'exploitant agricole du Valois », Jacques Ferté avait composé une prière qui commençait ainsi : « Aide-nous Seigneur, à frayer des routes sociales nouvelles ». Les familles Ferté et Demory sont toutes deux de vieille souche terrienne : leurs descendants extrêmement nombreux occupent, pour la plupart, des fermes dans le Soissonnais.